# Frasseto
Frasseto (korsisch Frassetu) ist eine Gemeinde mit 142 Einwohnern (Stand: 1. Januar 2022) im französischen Département Corse-du-Sud auf der Mittelmeerinsel Korsika. Sie gehört zum Arrondissement Ajaccio und zum Kanton Taravo-Ornano. Die Bewohner werden Frassetanes genannt.
Das Siedlungsgebiet liegt auf 720 Metern über dem Meeresspiegel. Die Gemeinde grenzt im Nordwesten an Bastelica, im Nordosten an Guitera-les-Bains, im Osten an Zévaco, im Süden an Azilone-Ampaza, im Südwesten an Santa-Maria-Siché und Campo, im Westen an Quasquara.

## Sehenswürdigkeiten
- Pfarrkirche Sainte-Trinité, erbaut im ausgehenden 19. Jahrhundert

## Bevölkerungsentwicklung
| Jahr      | 1962 | 1968 | 1975 | 1982 | 1990 | 1999 | 2008 | 2012 | 2020 |
| --------- | ---- | ---- | ---- | ---- | ---- | ---- | ---- | ---- | ---- |
| Einwohner | 234  | 178  | 129  | 64   | 67   | 82   | 125  | 122  | 140  |